# Unfinished Business (album)
Unfinished Business jest drugim studyjnym albumem amerykańskiego zespołu hip-hopowego EPMD. Został wydany w 1989 roku. W 1998 Unfinished Business został wybrany jako jeden z 100 najlepszych rapowych albumów, (ang. "100 Best Rap Albums") według czasopisma The Source.
Album uzyskał status złotej płyty przez RIAA 16 października 1989 r.

## Lista utworów
1. "So Wat Cha Sayin'"
2. "Total Kaos"
3. "Get the Bozack"
4. "Jane II"
5. "Please Listen to My Demo"
6. "It's Time 2 Party"
7. "Who's Booty"
8. "The Big Payback"
9. "Strictly Snappin' Necks"
10. "Knick Knack Patty Wack (Feat. K-Solo)"
11. "You Had Too Much to Drink (Feat. Frank B.)"
12. "It Wasn't Me, It Was the Fame"

## Sample
So What Cha Sayin'
- "So Amazing" - Luther Vandross
- "If It Don't Turn You On (You Outta Leave It Alone)" - B.T. Express
- "One Nation Under a Groove" - Funkadelic
- "Impeach the President" - The Honey Drippers

Total Kaos
- "Soul Power (Part 1)" - James Brown
- "Fly Like an Eagle" - Steve Miller Band
- "I Bet You" - Funkadelic
- "Strictly Business" - EPMD
- "Impeach the President" - The Honey Drippers

Get the Bozack
- "People Make the World Go Round" - The Stylistics
- "Everything Good to You (Ain't Always Good for You)" - B.T. Express
- "Synthetic Substitution" - Melvin Bliss
- "You're a Customer" - EPMD

Jane II
- "Mary Jane" - Rick James
- "Jane" - EPMD

Please Listen to My Demo
- "Ridin' High" - Faze-O

It's Time to Party
- "Love Is the Message" - MFSB
- "Heavy Vibes" - Montana Quartet

Who's Booty
- "Loose Booty" - Funkadelic
- "Same Beat" - The J.B.'s

The Big Payback
- "Baby, Here I Come" - James Brown
- "The Payback (Intro)" - James Brown
- "The Champ" - The Mohawks
- "Here We Go (Live at the Funhouse 1983)" - Run-DMC

Knick Knack Patty Wack
- "Woman to Woman" - Joe Cocker

It Wasn't Me, It Was the Fame
- "Fame" - David Bowie

## Pozycja albumu na listach
| Rok  | Album               | Pozycja na listach | Pozycja na listach     | Pozycja na listach |
| Rok  | Album               | Billboard 200      | Top R&B/Hip Hop Albums |                    |
| 1989 | Unfinished Business | 53                 | 1                      |                    |

## Pozycja singla na listach
| Rok  | Singiel              | Pozycja na listach | Pozycja na listach               | Pozycja na listach |                                    |
| Rok  | Singiel              | Billboard Hot 100  | Hot R&B/Hip-Hop Singles & Tracks | Hot Rap Singles    | Hot Dance Music/Maxi-Singles Sales |
| 1989 | "So What Cha Sayin'" | 34                 | 23                               | 5                  | 40                                 |